# فیروی (کانزاس)
فیروی (به انگلیسی: Fairway) شهری در ایالت کانزاس کشور ایالات متحده آمریکا است که جمعیت آن در سرشماری سال ۲۰۱۰ میلادی، ۳٬۸۸۲ نفر بوده‌است.